# Списък на астронавти и космонавти първи достигнали съответен брой космически полети
| 1. ЕДИН КОСМИЧЕСКИ ПОЛЕТ    |                    |                   |                  | |
| СССР                        | Юрий Гагарин       | Восток 1          | 12 април 1961    | Първият човек в света полетял в космическото пространство. |
| 2. ДВА КОСМИЧЕСКИ ПОЛЕТА    |                    |                   |                  | |
| САЩ                         | Джо Уокър          | X-15, Полет 91    | 22 август 1963   | Два суборбитални космически полета. |
| САЩ                         | Върджил Грисъм     | Джемини 3         | 23 март 1965     | Един суборбитален космически полет и един орбитален космически полет. |
| САЩ                         | Гордън Купър       | Джемини 5         | 21 август 1965   | Два орбитални космически полета. Прието е да се смята, че той е човекът първи достигнал два космически полета, но напоследък твърдението е силно оспорвано от историците на астронавтиката. |
| 3. ТРИ КОСМИЧЕСКИ ПОЛЕТА    |                    |                   |                  | |
| САЩ                         | Уолтър Шира        | Аполо 7           | 11 октомври 1968 | Първият човек в света с три космически полета. |
| 4. ЧЕТИРИ КОСМИЧЕСКИ ПОЛЕТА |                    |                   |                  | |
| САЩ                         | Джеймс Ловел       | Аполо 13          | 11 април 1970    | Първият човек в света с четири космически полета. |
| 5. ПЕТ КОСМИЧЕСКИ ПОЛЕТА    |                    |                   |                  | |
| САЩ                         | Джон Йънг          | Колумбия, STS-1   | 12 април 1981    | Първият човек в света с пет космически полета. |
| 6. ШЕСТ КОСМИЧЕСКИ ПОЛЕТА   |                    |                   |                  | |
| САЩ                         | Джон Йънг          | Колумбия, STS-9   | 28 ноември 1983  | Ветеранът на НАСА става и първият човек в света с шест космически полета. |
| 7. СЕДЕМ КОСМИЧЕСКИ ПОЛЕТА  |                    |                   |                  | |
| САЩ                         | Джери Рос          | Атлантис, STS-110 | 8 април 2002     | Първият човек в света със седем космически полета. |
| САЩ                         | Франклин Чанг-Диас | Индевър, STS-111  | 5 юни 2002       | Два месеца по-късно изравнява рекорда на Джери Рос. Няма други астронавти или космонавти със седем космически полета.                                                                       |